# Sartoriana
Sartoriana is een geslacht van kreeftachtigen uit de klasse van de Malacostraca (hogere kreeftachtigen).

## Soorten
- Sartoriana afghaniensis (Pretzmann, 1963)
- Sartoriana blanfordi (Alcock, 1909)
- Sartoriana rokitanskyi (Pretzmann, 1971)
- Sartoriana spinigera (Wood-Mason, 1871)
- Sartoriana trilobata (Alcock, 1909)